# جغرافيا بحرية

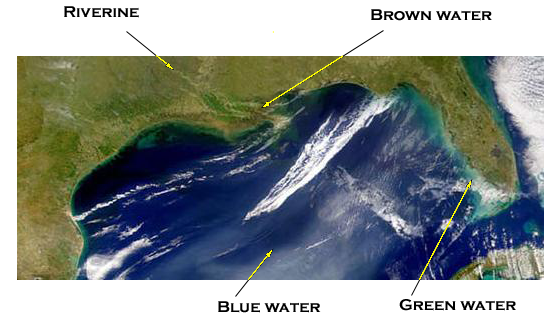
الأنواع أنواع المياه الأربعة الصالحة للملاحة في خليج المكسيك.

الجغرافيا البحرية هي مجموعة من المصطلحات التي تستخدمها الوحدات العسكرية البحرية لتعريف ثلاث مناطق بحرية بشكل فضفاض: المياه البنية والمياه الخضراء والمياه الزرقاء.

## تعريفات
تم تعريف عناصر الجغرافيا البحرية بشكل فضفاض وتغيرت معانيها عبر التاريخ. يعرّف مفهوم العمليات البحرية للولايات المتحدة الأمريكية لعام 2010 المياه الزرقاء على أنها «المحيط المفتوح»، والمياه الخضراء على أنها «المياه الساحلية والموانئ»، والمياه البنية على أنها «الأنهار الصالحة للملاحة ومصبات الأنهار». قام روبرت روبل من الكلية الحربية البحرية الأمريكية بتضمين الخلجان في تعريفه للمياه البنية،  وفي الماضي قام المعلقون العسكريون الأمريكيون بتمديد المياه البنية إلى 100 ميل بحري (190 كـم) من الشاطئ.
خلال الحرب الباردة، أشارت المياه الخضراء إلى مناطق المحيط التي قد تواجه فيها القوات البحرية الطائرات البرية والمياه البنية والمدفعية الأرضية. أدى تطوير قاذفات بعيدة المدى بصواريخ مضادة للسفن إلى تحويل معظم المحيطات إلى «خضراء» واختفى المصطلح تقريبًا. بعد الحرب الباردة، كان يشار إلى فرق العمل البرمائية الأمريكية أحيانًا باسم بحرية المياه الخضراء، على عكس مجموعات القتال الحاملة للمياه الزرقاء. اختفى هذا التمييز مع تزايد التهديدات في المياه الساحلية أجبرت السفن البرمائية على الابتعاد عن الشاطئ، مما أدى إلى هجمات مروحية من فوق الأفق. دفع هذا إلى تطوير السفن المصممة للعمل في مثل هذه المياه - مدمرة فئة زوموالت وسفن القتال الساحلية. اقترح روبل إعادة تعريف المياه الخضراء على أنها مناطق المحيط التي تعتبر شديدة الخطورة بالنسبة للوحدات عالية القيمة، والتي تتطلب قوة هجومية لتشتت في سفن أصغر مثل الغواصات التي يمكن أن تستخدم التخفي وخصائص أخرى للبقاء سليمة. بموجب مخططه، ستكون المياه البنية مناطق لا تستطيع الوحدات العابرة للمحيطات العمل فيها على الإطلاق، بما في ذلك الأنهار وحقول الألغام والمضايق ونقاط الاختناق الأخرى.

## المناطق

### المياه البنية
تبدأ بيئة المياه البنية من الخط الساحلي حتى نهاية الجرف القاري. يركز سلاح البحرية المياه البنية على العمليات الساحلية ويلعب دورًا دفاعيًا في المقام الأول.

### المياه الخضراء
تمتد بيئة المياه الخضراء من الحافة الخارجية لطبقة المياه البنية إلى ما بعد أي جرف قاري وأرخبيل وجزر؛ حتى على بعد مئات الأميال من الشاطئ. وهي الساحة البحرية الأكثر أهمية، بما في ذلك معظم حركة المرور الساحلية والمياه الإقليمية، حيث توجد الغالبية العظمى من الشرطة البحرية والجمارك والمخاوف البيئية والاقتصادية للبلد. بحرية المياه الخضراء قادرة على الدفاع عن أمتها في العمق وهي قوة هجومية كبيرة داخل أراضيها.

### المياه الزرقاء
تمتد بيئة المياه الزرقاء من الحافة الخارجية لمنطقة المياه الخضراء إلى أعماق المحيطات في العالم. يمكن لبحرية المياه الزرقاء أن تظهر قوة أمتها في جميع أنحاء العالم. كانت سياسة المياه الزرقاء فلسفة سياسية طويلة الأمد في بريطانيا في القرن الثامن عشر، والتي سعت إلى تعزيز القوة البريطانية من خلال استخدام البحرية الملكية، على الرغم من أن مصطلح «المياه الزرقاء» لم يظهر حتى عام 1834.